# Satellite Award/Film/Bester Dokumentarfilm
Mit dem Satellite Award Bester Dokumentarfilm werden die filmischen Dokumentationen ausgezeichnet, die filmkünstlerisch herausragend umgesetzt worden sind. Diese Auszeichnung wird seit 1997 verliehen.
Es werden immer jeweils die Dokumentarfilme des Vorjahres ausgezeichnet.

## Nominierungen und Gewinner

### Ende 1990er
| Jahr | Preisträger               | Regie          | Nominierungen |
| ---- | ------------------------- | -------------- | --- |
| 1997 | Vier kleine Mädchen       | Spike Lee      | Schnell, billig und außer Kontrolle Hype! Shooting Porn SICK: The Life and Death of Bob Flanagan, Supermasochist                    |
| 1998 | Ayn Rand: A Sense of Life | Michael Paxton | The Cruise Die Farm Kurt & Courtney Leben am Rande der Stadt                                                                        |
| 1999 | Buena Vista Social Club   | Wim Wenders    | 42 Up American Movie Mr. Death: The Rise and Fall of Fred A. Leuchter, Jr. Return with Honor Die Beat Generation – Wie alles anfing |

### 2000–2009
| Jahr | Preisträger                                        | Regie                                         | Nominierungen |
| ---- | -------------------------------------------------- | --------------------------------------------- | --- |
| 2000 | Reckless Indifference                              | William Gazecki                               | Captured on Film: The True Story of Marion Davies Dark Days The Eyes of Tammy Faye Kindertransport – In eine fremde Welt Ein Tag im September                   |
| 2001 | A Vida em Cana                                     | Jorge W. Atalla                               | Calle 54 Meine italienische Reise Stanley Kubrick – Ein Leben für den Film                                                                                      |
| 2002 | The Kid Stays in the Picture                       | Nanette Burstein und Brett Morgen             | Biggie & Tupac Bowling for Columbine The Cockettes Dogtown & Z-Boys                                                                                             |
| 2003 | Amandla!: A Revolution in Four-Part Harmony        | Lee Hirsch                                    | Capturing the Friedmans The Fog of War Verloren in La Mancha My Flesh and Blood Stevie                                                                          |
| 2004 | Super Size Me                                      | Morgan Spurlock                               | Im Bordell geboren – Kinder im Rotlichtviertel von Kalkutta The Fuente Family: An American Dream Lightning in a Bottle Sturz ins Leere Tupac: Resurrection      |
| 2005 | Mad Hot Ballroom                                   | Marilyn Argrelo                               | Enron: The Smartest Guys in the Room Favela Rising Die Reise der Pinguine Murderball New York Doll                                                              |
| 2006 | Erlöse uns von dem Bösen                           | Amy Berg                                      | Eine unbequeme Wahrheit Jonestown – Todeswahn einer Sekte von Stanley Nelson Leonard Cohen: I’m Your Man von Lian Lunson The U.S. vs. John Lennon The War Tapes |
| 2007 | Sicko                                              | Michael Moore                                 | 11th Hour – 5 vor 12 Darfur Now The King of Kong Lake of Fire No End In Sight – Invasion der Amateure?                                                          |
| 2008 | Anita O'Day: The Life of a Jazz Singer Man on Wire | Robbie Cavolina und Ian McCrudden James Marsh | Begegnungen am Ende der Welt Pray the Devil Back to Hell Religulous Waltz with Bashir                                                                           |
| 2009 | Every Little Step                                  | James D. Stern und Adam Del Deo               | It Might Get Loud Die Strände von Agnès Die Bucht The September Issue Valentino: The Last Emperor                                                               |

### 2010–2019
| Jahr | Preisträger             | Regie                                 | Nominierungen |
| ---- | ----------------------- | ------------------------------------- | --- |
| 2010 | Restrepo                | Tim Hetherington und Sebastian Junger | Behind the Burly Q Client 9: The Rise and Fall of Eliot Spitzer Countdown to Zero Geheimsache Ghettofilm Inside Job Joan Rivers: A Piece of Work Sequestro The Tillman Story Waiting for 'Superman'                                            |
| 2011 | Senna                   | Asif Kapadia                          | American: The Bill Hicks Story Die Höhle der vergessenen Träume The Interrupters My Perestroika One Lucky Elephant Pina Project Nim Tabloid Under Fire: Journalists in Combat                                                                  |
| 2012 | Chasing Ice             | Jeff Orlowski                         | Ai Weiwei: Never Sorry The Central Park Five Töte zuerst Marina Abramović: The Artist is Present The Pruitt-Igoe Myth Searching for Sugar Man West of Memphis                                                                                  |
| 2013 | Der Killerwal           | Gabriela Cowperthwaite                | 20 Feet from Stardom The Act of Killing After Tiller American Promise Évocateur: The Morton Downey Jr. Movie Sound City Al Midan Stories We Tell Tim's Vermeer                                                                                 |
| 2014 | Citizenfour             | Laura Poitras                         | Afternoon of a Faun: Tanaquil Le Clercq Art and Craft Finding Vivian Maier Glen Campbell: I’ll Be Me Jodorowsky’s Dune Keep On Keepin' On Magician: The Astonishing Life and Work of Orson Welles Red Army – Legenden auf dem Eis Virunga      |
| 2015 | Amy The Look of Silence | Asif Kapadia Joshua Oppenheimer       | Becoming Bulletproof Best of Enemies Cartel Land Drunk Stoned Brilliant Dead: The Story of the National Lampoon Scientology: Ein Glaubensgefängnis Malala – Ihr Recht auf Bildung (He named me Malala) The Hunting Ground Where to Invade Next |
| 2016 | Der 13. (The 13th)      | Ava DuVernay                          | The Beatles: Eight Days a Week – The Touring Years The Eagle Huntress Seefeuer Gleason The Ivory Game – Das Elfenbein-Komplott Life, Animated O. J. Simpson: Made in America Tower Zero Days                                                   |
| 2017 | Chasing Coral           | Jeff Orlowski                         | City of Ghosts Cries From Syria Ex Libris: The New York Public Library Hell on Earth: The Fall of Syria and the Rise of ISIS Human Flow Ikarus Kedi Legion of Brothers                                                                         |
| 2018 | Minding the Gap         | Bing Liu                              | Crime and Punishment Free Solo RBG – Ein Leben für die Gerechtigkeit Three Identical Strangers Won’t You Be My Neighbor? |
| 2019 | 63 Up                   | Michael Apted                         | The Apollo Apollo 11 The Cave Citizen K Für Sama Land des Honigs One Child Nation |

### Ab 2020
| Jahr | Preisträger                                                      | Regie                                   | Nominierungen |
| ---- | ---------------------------------------------------------------- | --------------------------------------- | --- |
| 2020 | Kollektiv – Korruption tötet                                     | Alexander Nanau                         | Acasa, My Home Circus of Books Coup 53 Sommer der Krüppelbewegung The Dissident Gunda MLK/FBI A Most Beautiful Thing The Truffle Hunters                                                                                   |
| 2021 | Summer of Soul (…Or, When the Revolution Could Not Be Televised) | Questlove                               | Ascension Brian Wilson: Long Promised Road Flee Introducing, Selma Blair Julia Procession The Rescue Val The Velvet Underground                                                                                            |
| 2022 | Fire of Love                                                     | Sara Dosa                               | All That Breathes All the Beauty and the Bloodshed Descendant Good Night Oppy Moonage Daydream The Return of Tanya Tucker: Featuring Brandi Carlile The Territory Young Plato                                              |
| 2023 | Bad Press                                                        | Rebecca Landsberry-Baker und Joe Peeler | American Symphony Vermeer – Reise ins Licht Lakota Nation vs. United States Little Richard: I Am Everything Love to Love You, Donna Summer Gebrandmarkt: Die wahre Geschichte des Rassismus in Amerika 20 Tage in Mariupol |
| 2024 | Super/Man: The Christopher Reeve Story                           | Ian Bonhôte und Peter Ettedgui          | The Bloody Hundredth Dahomey Elizabeth Taylor: The Lost Tapes Ich bin: Celine Dion No Other Land Porcelain War Sugarcane                                                                                                   |